# Pérols
Pérols este o comună în departamentul Hérault din sudul Franței. În 2009 avea o populație de 8.453 de locuitori.

## Evoluția populației
| An        | 1975  | 1982  | 1990  | 1999  | 2006  | 2009  |
| --------- | ----- | ----- | ----- | ----- | ----- | ----- |
| Populație | 3.440 | 4.422 | 6.595 | 7.731 | 8.545 | 8.453 |